# Molophilus subapterogyne
Molophilus subapterogyne är en tvåvingeart som beskrevs av Alexander 1927. Molophilus subapterogyne ingår i släktet Molophilus och familjen småharkrankar. Inga underarter finns listade i Catalogue of Life.